# Cryptocephalus penguensis
Cryptocephalus penguensis is een keversoort uit de familie bladkevers (Chrysomelidae). De wetenschappelijke naam van de soort werd in 1991 gepubliceerd door Lopatin.